# Myiodola perrieri
Myiodola perrieri là một loài bọ cánh cứng trong họ Cerambycidae.